# يوهان فون لوس
يوهان فون لوس (بالروسية: Люце, Иоанн Вильгельм Людвиг фон)‏ (و. 1756 – 1842 م) هو كاتب، وعالم عملات، وصاحب أرض ‏ من الإمبراطورية الروسية، توفي في كوريساري، عن عمر يناهز 86 عاماً.

## التعليم
تعلم في جامعة غوتينغن
.